# Ленинградская улица (Воронеж)
Ленингра́дская у́лица находится в Левобережном и Железнодорожном районах Воронежа и является дублёром Ленинского проспекта. Улица на большей части представляет собой двухполосную дорогу. Большая часть левой стороны улицы обнесена бетонным забором, ограждающим её от взлётно-посадочной полосы авиационного завода. С двух сторон улицы рассажены деревья, сильно затеняющие улицу (преимущественно тополя). При её формировании называлась улицей Н. И. Лепорского, в честь профессора и доктора медицины Воронежского государственного университета.

## Здания

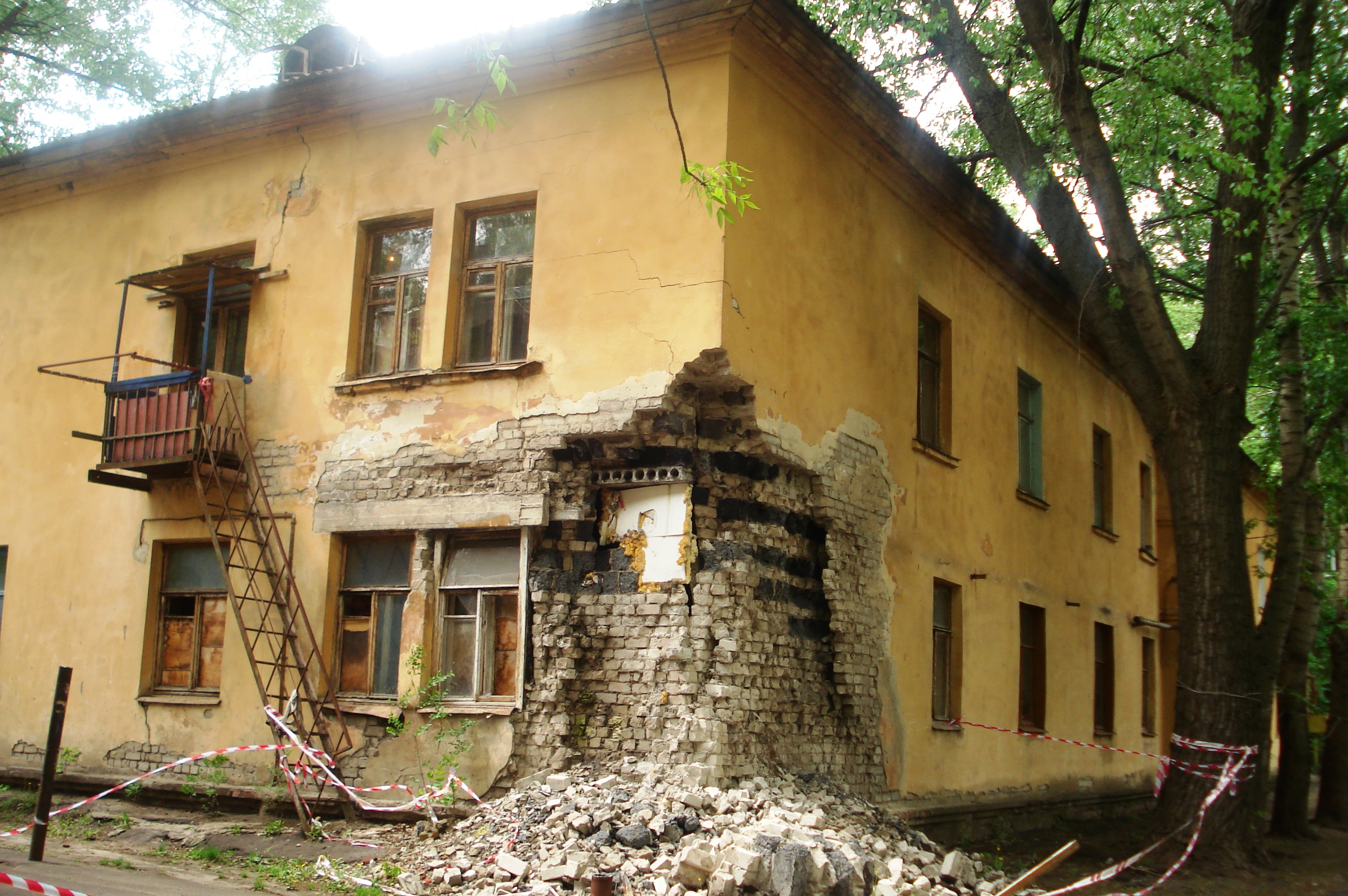
Дом № 58 Б

Большая часть улицы застроена двухэтажными домами, построенными, как до, так и после Великой Отечественной войны. В конце улицы, после пересечения с улицей Циолковского, построено несколько сталинок. Многие здания находятся в аварийном состоянии, некоторые начали разрушаться. Так, например, от дома № 58 Б в мае 2009 года отвалилась часть стены.
№ 1 — Воронежский юридический колледж
№ 1а — общежитие Воронежского юридического колледжа
№ 2 — в здании находятся офисы различных организаций
№ 31а — пожарная часть № 8
№ 33 — Воронежский авиационный техникум имени В. П. Чкалова.
№ 41 — филиал поликлиники № 5 Левобережного района
№ 45 — здание построено в 1930-х годах как баня для обслуживания жителей нового района у авиационного завода. Стиль — неоклассицизм с элементами конструктивизма. К 2009 году используется по первоначальному назначению.
Парк Авиастроителей с Зоосадом — находится вдоль Ленинградской ул., а также между ул. Полины Осипенко и ул. Циолковского.
№ 57 — родильный дом № 2 Левобережного района
№ 62 — Воронежский институт социального образования